# August Emil Theodor Haase

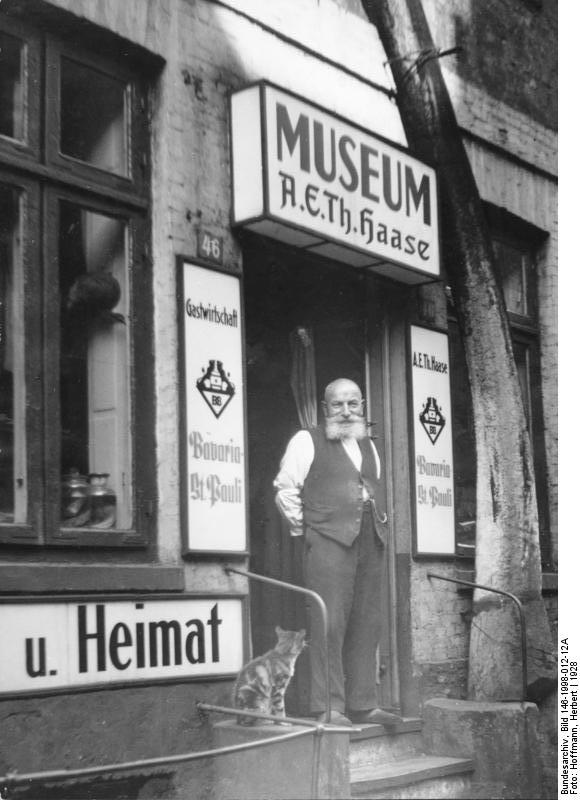
August Emil Theodor Haase vor seinem Museum für Kolonie und Heimat, 1928

August Emil Theodor Haase (* 20. März 1867 in Bergen auf Rügen; † 19. Juli 1934 in Hamburg; meist nur A. E. Th. Haase) war ein Hamburger Gastronom und Stadtoriginal.

## Leben
1894 eröffnete Haase in der Erichstraße 34 (1899 zu Nr. 46 umnummeriert) in St. Pauli eine Gaststätte, der er den Namen Museum für Kolonie und Heimat gab. Er behauptete von sich, ehemaliger Kapitän zu sein, und staffierte das Innere seines Museums entsprechend mit einer Vielzahl exotischer Objekte und Kuriositäten aus, die er als Mitbringsel von seinen Reisen um die Welt präsentierte. Im Laufe der folgenden Jahrzehnte ergänzte er diese Sammlung um immer weitere Exponate, die er von Gästen erhielt oder die ihm zugeschickt wurden.
Haase wurde rasch zu einer populären, weithin bekannten Figur und zu einer Institution auf St. Pauli. Er nannte sich Professor der unentdeckten Wissenschaft und pflegte seine Museumsexponate seinen Gästen – die männlichen nannte er unterschiedslos Heinrich, die weiblichen allesamt Mariechen – mit originell erzählten, absurden Geschichten und Seemannsgarn vorzuführen. Zu den Objekten, die er in seiner Gaststätte ausstellte, gehörten beispielsweise der Stock, mit dem Zar Nikolaus II. die Revolution niedergeschlagen habe, und eine Kette aus insgesamt 22 Verlobungsringen von Adam und Eva. Zu diesen humoristischen Erläuterungen kamen Haases teils sehr fantasievolle Erzählungen über seine Zeit auf See.
Nach Haases Tod 1934 wurde sein Museum geschlossen; ein Großteil der Exponate ging an den Gastronomen Paul Wetzel, der damit 1935 im Haus Reeperbahn 36–37 eine Gaststätte ausstattete, die in der Folgezeit mit verschiedenen Namen wie Kapitän Haase’s Museum und Käppen Haase die Bekanntheit des Verstorbenen nutzte. 1954 ging dieser Bestand in den Besitz von Harry Rosenberg über, der die Sammlung zum Grundstock von Harrys Hamburger Hafenbasar machte.